# Joseph Moyon
 (juillet 2018).
Joseph Moyon (né le 11 février 1739 dans la paroisse de Montoir-de-Bretagne et mort le 31 octobre 1813 à Saint-André-des-Eaux) est un prêtre catholique et homme politique français, député du clergé aux états généraux de 1789.

## Biographie
Fils de Luc Moyon, maître d'équipage sur les vaisseaux, et de Perrine Olivaud, il fut d'abord vicaire à Saint-Nazaire et devint, en 1774, recteur de Saint-André-des-Eaux, bénéfice qu'il obtint au concours, et qu'il choisit de préférence à plusieurs autres qu'il pouvait avoir.
Député aux États généraux, il abandonna ainsi son ordre. Cependant, sans doute éclairé par les tristes conséquences de sa démarche et voyant la tournure que prenaient les affaires publiques, il se retira de l'assemblée nationale et retourna dans sa paroisse avant la fin de l'année 1789. Sa piété, ses lumières et la considération dont il jouissait portèrent les ecclésiastiques de son canton à le consulter à l'occasion du serment qu'on leur demandait en 1791. Il se montra très opposé à la constitution civile du clergé. Il s'attira ainsi la haine des autorités constituées qui le firent arrêter et le gardèrent assez longtemps en prison à Nantes.
Sa paroisse le réclama plusieurs fois sans pouvoir obtenir sa libération. On le relâcha enfin, et il se rapprocha de ses paroissiens aussi promptement qu'il le put. Cependant, il fut rapidement obligé de se cacher et il passa une année dans cette pénible situation. En 1792, il partit en exil. Il était déjà embarqué lorsque des gendarmes vinrent pour l'arrêter à bord du navire sur lequel il était monté. Prévenu à temps, il se sauva dans un canot et échappa à ses poursuivants. Il put ensuite se rembarquer et se mettre en sûreté, en partant pour l'Espagne. De retour dans sa paroisse, vers la fin de l'année 1800, il s'appliqua à réparer les maux que la Révolution avait causés à ses paroissiens.